# بارنو
بارنو (بالإستونية: Pärnu)‏ (بالألمانية: Pernau)‏ هي رابع أكبر مدينة في إستونيا. تقع في جنوب غرب إستونيا على ساحل خليج بارنو، وهي مدخل بحري في خليج ليفونيا في بحر البلطيق. وهو منتجع شعبي لعطلات الصيف وبها العديد من الفنادق والمطاعم والشواطئ. يجري نهر بارنو عبر المدينة ويصب في خليج ريغا. وتعتمد المدينة في النقل الجوي على مطار بارنو.

## المناخ
يظهر الجدول التالي التغييرات المناخية على مدار السنة لبارنو:
| البيانات المناخية لـبارنو         | البيانات المناخية لـبارنو | البيانات المناخية لـبارنو | البيانات المناخية لـبارنو | البيانات المناخية لـبارنو | البيانات المناخية لـبارنو | البيانات المناخية لـبارنو | البيانات المناخية لـبارنو | البيانات المناخية لـبارنو | البيانات المناخية لـبارنو | البيانات المناخية لـبارنو | البيانات المناخية لـبارنو | البيانات المناخية لـبارنو | البيانات المناخية لـبارنو |
| الشهر                             | يناير                     | فبراير                    | مارس                      | أبريل                     | مايو                      | يونيو                     | يوليو                     | أغسطس                     | سبتمبر                    | أكتوبر                    | نوفمبر                    | ديسمبر                    | المعدل السنوي             |
| --------------------------------- | ------------------------- | ------------------------- | ------------------------- | ------------------------- | ------------------------- | ------------------------- | ------------------------- | ------------------------- | ------------------------- | ------------------------- | ------------------------- | ------------------------- | ------------------------- |
| الدرجة القصوى °م (°ف)             | 9.0 (48.2)                | 8.3 (46.9)                | 18.1 (64.6)               | 26.2 (79.2)               | 31.2 (88.2)               | 32.6 (90.7)               | 33.2 (91.8)               | 31.8 (89.2)               | 28.0 (82.4)               | 22.4 (72.3)               | 12.0 (53.6)               | 10.3 (50.5)               | 33.2 (91.8)               |
| متوسط درجة الحرارة الكبرى °م (°ف) | −1.1 (30.0)               | −1.6 (29.1)               | 2.4 (36.3)                | 9.6 (49.3)                | 16.4 (61.5)               | 19.9 (67.8)               | 22.5 (72.5)               | 21.2 (70.2)               | 15.8 (60.4)               | 9.8 (49.6)                | 3.6 (38.5)                | 0.2 (32.4)                | 9.9 (49.8)                |
| المتوسط اليومي °م (°ف)            | −3.5 (25.7)               | −4.5 (23.9)               | −1.0 (30.2)               | 4.8 (40.6)                | 11.4 (52.5)               | 15.2 (59.4)               | 18.0 (64.4)               | 16.9 (62.4)               | 11.9 (53.4)               | 6.9 (44.4)                | 1.6 (34.9)                | −1.9 (28.6)               | 6.3 (43.3)                |
| متوسط درجة الحرارة الصغرى °م (°ف) | −5.9 (21.4)               | −7.2 (19.0)               | −4 (25)                   | 1.1 (34.0)                | 6.6 (43.9)                | 10.8 (51.4)               | 13.7 (56.7)               | 13.0 (55.4)               | 8.5 (47.3)                | 4.2 (39.6)                | −0.5 (31.1)               | −4.4 (24.1)               | 3.0 (37.4)                |
| أدنى درجة حرارة °م (°ف)           | −32.7 (−26.9)             | −28.5 (−19.3)             | −22.7 (−8.9)              | −10.7 (12.7)              | −3.6 (25.5)               | 1.6 (34.9)                | 4.0 (39.2)                | 3.7 (38.7)                | −3.1 (26.4)               | −10.3 (13.5)              | −22.2 (−8.0)              | −24.2 (−11.6)             | −32.7 (−26.9)             |
| الهطول مم (إنش)                   | 60 (2.4)                  | 44 (1.7)                  | 44 (1.7)                  | 37 (1.5)                  | 37 (1.5)                  | 73 (2.9)                  | 79 (3.1)                  | 79 (3.1)                  | 67 (2.6)                  | 83 (3.3)                  | 75 (3.0)                  | 67 (2.6)                  | 746 (29.4)                |
| متوسط الرطوبة النسبية (%)         | 88                        | 86                        | 82                        | 75                        | 70                        | 74                        | 76                        | 79                        | 83                        | 86                        | 89                        | 89                        | 81                        |
| ساعات سطوع الشمس الشهرية          | 35.9                      | 67.9                      | 130.7                     | 198.7                     | 288.9                     | 281.3                     | 297.4                     | 246.9                     | 159.7                     | 95.5                      | 39                        | 26.1                      | 1٬863٫6                   |
| المصدر: Estonian Weather Service  |                           |                           |                           |                           |                           |                           |                           |                           |                           |                           |                           |                           |                           |

## توأمة
لبارنو اتفاقيات توأمة مع كل من:
- نارفا
- يالطا
- هيليسينكور
- سوتشي

## أعلام
- أوليغ فينوغرادوف
- أوليف سينما
- يوليوس أوتو غريم
- هربرت هان
- رايو بييرويا